# TG (戦車)
TG または T-22中戦車は、ソビエト連邦の試作戦車である。
TG（タンク・グローテ）という名称は、開発に携わったドイツの技師「エドヴァルト・グローテ」に由来する。

## 概要
ソビエト連邦は1928年に初の国産戦車としてT-18軽戦車を正式採用したが、それ以降の戦車開発はいずれも試作止まりや技術不足による開発の中止など、停滞の様を呈していた。
そこで1922年のラパロ条約に基づき、ドイツからの技術者招聘を行い、戦車開発にも協力を求めた。当時ドイツは旧協商国からの軍事制限によって国内での戦車開発が禁止されていたので、ソ連領内での戦車開発、試験を行う代わりに、ソ連と技術を共有するという形で戦車の研究を進めていた。
TGはこの中で計画された戦車であり、中戦車として計画がされたが、現在のカテゴリーにおいては多砲塔戦車となる。

## 開発
1930年4月にソ連に到着したエドヴァルト・グローテをリーダーとするドイツの技術団に対し、ソ連のEKU(自動車・戦車ディーゼル機関設計部)は、新規開発の戦車に以下の性能を求めた。
- 重量18～20t
- 最高速度35～40km
- 最大装甲厚20mm
- 武装76.2mm砲と37mm砲、機関銃5艇

これに応じたグローテらに、レニングラードの第232ボリシェヴィキ工場の一角に開発室が与えられた。この開発室はAVO-5特別設計局と名付けられた。
TGの設計はこれまでのソ連の戦車の開発とは一線を画しており、車体及び砲塔は全溶接構造、また避弾経始も考慮されていた。
主砲塔の上面には、車長用の回転展望塔（ストロボスコープキューポラ）を備えていた。これは、縦に細長いスリット付きの外筒が、高速回転することにより、ストロボ効果により、360度の視界を得ることができる物であった。
武装は主砲として、車体上部に曲面で構成された砲塔のような固定戦闘室を設け、戦闘室前部に高射砲をベースに開発した76.2mm戦車砲を旋回式に装備し、戦闘室の上部に半球形の全周旋回式主砲塔を設けて副砲37mm戦車砲PS-3を装備。副武装として戦闘室の左右と後部にマキシム機関銃を1挺ずつ、操縦室前面の左右にはDT機関銃を1挺ずつの計5艇装備していた。
足周りはBT戦車に用いられたクリスティー方式に似たコイルスプリングによる独立懸架方式を採用しており、片側5個の大直径転輪と片側6個の上部支持輪を組み合わせていた。また、前方に誘導輪、後方に起動輪を配置しており、足周りを防護するためにサイドスカートを装着していた。
エンジンはグローテが設計した出力240hpの空冷ガソリンエンジンを搭載する予定だったが、開発が遅れたため、試作車には代わりに航空機用のM-6ガソリンエンジン（出力250hp）が剥き出しの状態で搭載された。
変速・操向機もグローテが新規に設計したものがこちらは予定通り搭載され、これによって25tの大重量でありながら路上最大速度35km/h、航続距離150kmの機動性能を発揮した。この時ソ連が主力中戦車として量産に取り掛かろうとしていたT-24が、同じM-6エンジンを用いて18.5t、装甲20mmで速度25km/h、45mm砲であったことと比較すると、これは当時の戦車としては破格の性能であった。
実際にTGの試作を見た労農赤軍は、T-24との性能差を比較して、TGを主力中戦車とし、T-24の生産中止を検討している。

## 開発中止
その後現ウクライナにある第183ハリコフ機関車工場において、1932年に2000両のTGの生産を行う方針が出され、TGの量産が開始されると思われていた。
しかしTGは、当時のソ連の技術力では非常に複雑かつ、高価な車両であり、比較対象であったT-24が量産を中止されたのもTGの存在以上に、技術的な面が大きかった。
TGの生産コストは150万ルーブルと見積もられ、これは当時量産が始まっていたBT-2の25倍の価格であった。
さらにこの時期、新たな設計のT-28の開発が進んでおり、TGよりもコストが安く、T-24よりも高性能だったため、次第にTGへの注目は薄れ始めていた。
試作車両は1931年6～10月にかけて各種試験に使用されたが、結局TGは採用されず、T-28が次期主力中戦車として大量生産されることとなった。

## その後
1933年にはグローテはドイツに帰国したが、AVO-5は引き続きTGをベースとした戦車開発を進めた。
同年2月にAVO-5は試作機械設計部（OKMO）に改組、TGの実績を見込まれて、ソ連軍機械化自動車化局（UMM）はOKMOに対し、35tの戦車開発を要請した。
これが後にT-35として正式採用、量産に至る。

## 参考
- ソ連・ロシアの装甲戦闘車両クロニクル　ISBN 978-4-7986-1554-7